# Thymoquinone

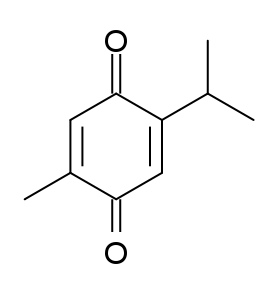
Structure de la thymoquinone.

La thymoquinone est un principe actif isolé à partir de Nigella sativa (cumin noir) qui a fait l'objet des premières études dans les années 1960 pour ses activités antioxydantes, anti-inflammatoires, antihistaminiques, antibactériennes et anticancéreuses, à la fois in vitro et dans certains modèles in vivo,,,.
D'après des études réalisées sur des animaux, ses propriétés antioxydantes permettent de protéger des organes tels que le cœur, le foie et les reins. La thymoquinone a également une action analgésique et des propriétés anti-convulsivantes.
Les propriétés antioxydantes, et anti-inflammatoires ont été rapportées dans divers modèles de maladies telles que l'encéphalomyélite, le diabète, l'asthme et la carcinogenèse (naissance d'un cancer à partir d'une cellule transformée par plusieurs mutations).
Elle a des propriétés anti-diabétiques,.
La supplémentation en N. sativa peut potentiellement être efficace dans le traitement de différents problèmes de peau, notamment la dermatite atopique, l'eczéma, les verrues, la kératose, le psoriasis, le vitiligo, les infections cutanées du nourrisson et l'acné.

## Voir également
- Ether diméthylique de thymohydroquinone